# Keykode

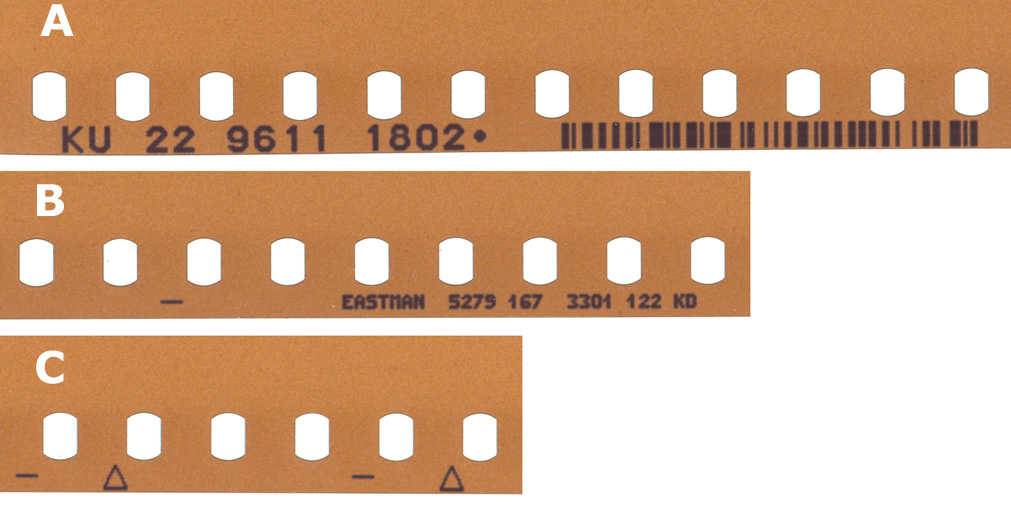

Introduit en 1990, le Keykode est une technologie de l'Eastman Kodak Company qui utilise des lettres, nombres ou symboles placés sur des intervalles réguliers le long de la pellicule de 35 ou 16 mm, pour permettre l'identification lors du montage, des prises bonnes. Le Keykode permet d'identifier chaque pellicule dans une réserve de pellicules.

## Les numéros de bord
Les « numéros de bord » (aussi appelés « numéro clefs ») sont une série de numéros imprimés le long du négatif de 35 mm sur un intervalle d'un pied (16 cadres ou 64 perforations), et de 16 mm sur un intervalle de six pouces (vingt cadres). Les numéros sont placés sur la pellicule au moment de la fabrication de par deux méthodes différentes :
- Latent image : on expose le bord de la pellicule alors qu'il est perforé via une machine. Cette méthode est principalement utilisée pour les pellicules en couleur.
- Visible link (encre visible) : cette méthode est utilisée lors de l'impression sur le bord de la pellicule — durant sa fabrication — lors de la perforation. L'encre, qui ne réagit pas avec des produits chimiques, est normalement déposée sur la surface de base de la pellicule. Cette méthode est généralement utilisée pour des négatifs en noir et blanc.

Les numéros de bords servent à plusieurs objectifs. Chaque cadre est numéroté avec un identificateur, composé de chiffres uniquement, qui est mentionné plus tard. De plus, la date de fabrication est imprimée parallèlement, tout comme le type d'émulsion et les différents nombres. Ces informations sont transférés du négatif (visibles une fois développé) sur le positif. L'impression peut être éditée et traitée, mais le négatif original restera intact tout le long des étapes.